# 圣诞主教座堂 (里加)

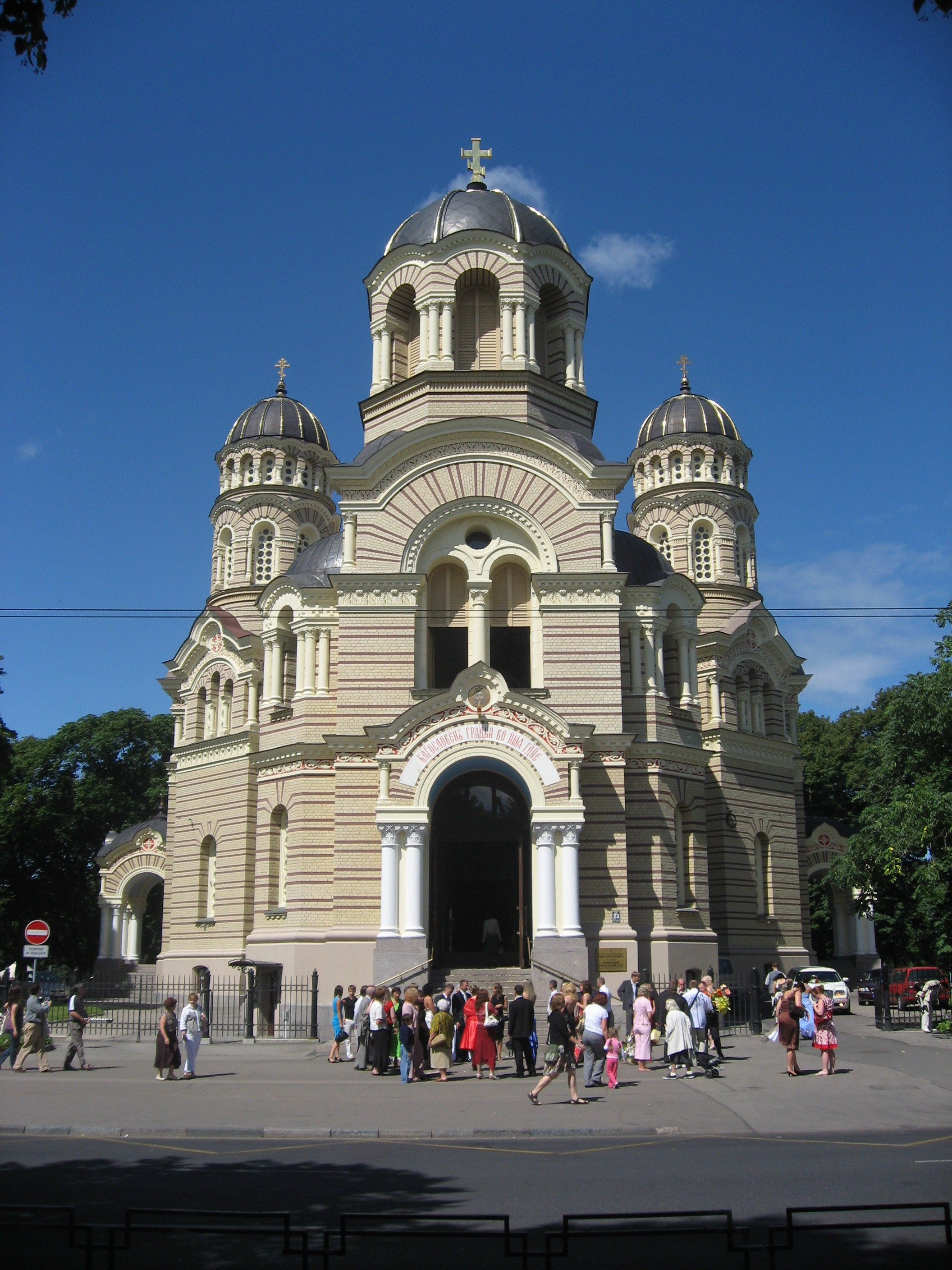
里加圣诞主教座堂

里加圣诞主教座堂是拉脱维亚首都里加的一座新拜占庭式的东正教主教座堂，兴建于沙俄占领时期的1876－1883年，是当时俄罗斯帝国波罗的省最大的东正教堂，得到沙皇亚历山大二世的祝福。圣诞主教座堂以圣像著称。在第一次世界大战期间，德国军队占领里加，将这座东正教堂改为路德会教堂。拉脱维亚独立后，圣诞主教座堂在1921年又改为东正教堂，但是新政府强迫将圣餐礼的语言改为拉脱维亚语。1960年代初苏联政府关闭了主教座堂，将其改为一座天文馆。1991年拉脱维亚独立后恢复为教堂。
在里加另有2座主教座堂，即天主教的圣雅各伯主教座堂和信義會的里加主教座堂。